# Robert Mansell

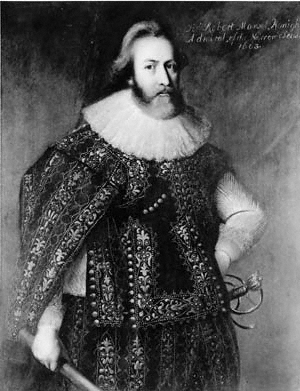
Robert Mansell, zeitgenössisches Porträt

Sir Robert Mansell, auch Mansel, Mansfelt oder Mansfield (* um 1570; † August 1652) war ein englischer Militär, Politiker und Unternehmer.

## Herkunft und Ausbildung
Robert Mansell entstammte der walisischen Familie Mansel und wurde um 1570 als vierter Sohn des walisischen Landadligen Edward Mansel und dessen Frau Jane Somerset, einer Tochter von Henry Somerset, 2. Earl of Worcester, geboren. Über die Familie Gamages aus Coity war er mit Lord High Admiral Charles Howard, dem späteren Earl of Nottingham  verwandt. Mansells ältester Bruder Thomas erbte nach dem Tod ihres Vaters 1585 die umfangreichen Besitzungen der Familie in Südwales. Mansell studierte 1587 am Brasenose College in Oxford. 

## Karriere als Seefahrer
Vermutlich fuhr Mansell unter Admiral Charles Howard schon als Jugendlicher zur See. 1591 nahm er als Kapitän an einer Kaperfahrt nach Westindien teil. 1596 diente er als Kapitän der Royal Navy während der Eroberung von Cádiz. Während der Expedition wurde er zum Ritter geschlagen.  

## Landbesitzer in Norfolk und Admiral
Um 1593 heiratete er Elizabeth Wyndham, eine Tochter von Sir Nicholas Bacon und Witwe von Francis Wyndham, der keine direkten Erben hinterließ. Durch diese Heirat konnte Mansell Wynhams Landbesitz bei Pentney in Norfolk, etwa 13 km von King’s Lynn entfernt, übernehmen. Trotz seiner Verbindung zu den Familien Bacon und Gawdy galt er dort jedoch nur als Zugezogener. Da er dazu wegen seiner häufigen Seereisen und seiner Anwesenheit am Königshof häufig abwesend war, wurde ihm in Norfolk 1593 zunächst nur das Amt des Friedensrichters übertragen. Erst durch die Vermittlung seines Gönners Nottingham wurde er schließlich 1599 Vizeadmiral für Norfolk. Im selben Jahr versorgte er die englischen Truppen in Irland von Plymouth aus mit Lebensmitteln und bekämpfte die Rebellen im County Waterford.

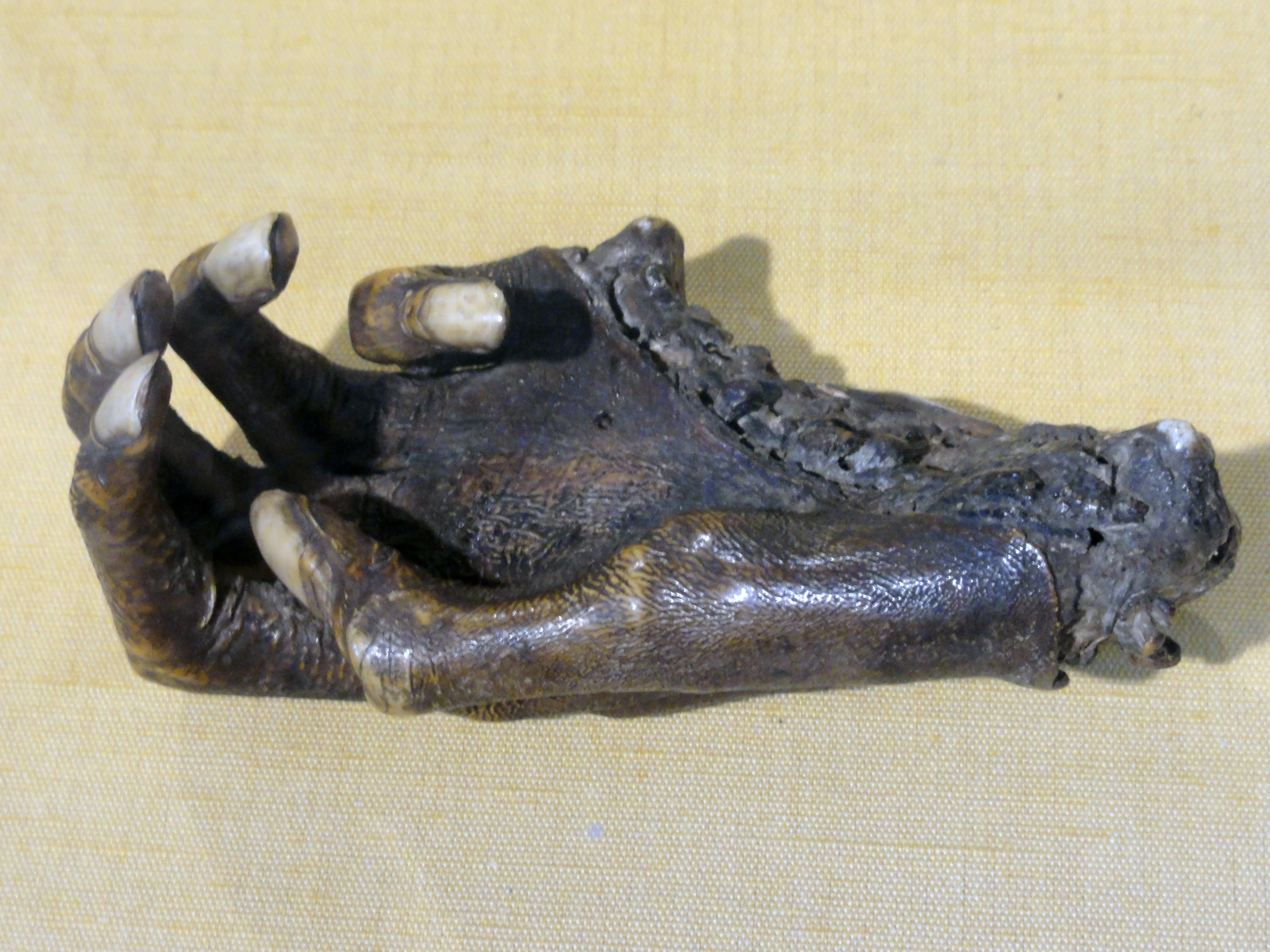
Die im Duell abgetrennte Hand Heydons im Museum von Norwich Castle

Im Oktober 1600 musste er sich wegen eines Duells mit Sir John Heydon, einem Landadligen aus Norfolk, vor dem Privy Council verantworten. Durch den Kampf hatte Heydon eine Hand verloren, während Mansell an beiden Armen so schwer verwundet wurde, dass er sie danach nur noch eingeschränkt benutzen konnte. Ursache des Duells war ein politischer Streit, weswegen er sein Amt als Friedensrichter verlor. 1601 wurde er dagegen als Abgeordneter für King’s Lynn in das House of Commons gewählt. 1602 wurde er zum Admiral of the Narrows ernannt. In dieser Funktion griff er im Oktober 1602 zusammen mit den niederländischen Rebellen unter Jan van Cant eine spanische Flotte in der Straße von Dover an, wobei er sechs spanische Schiffe aufbringen konnte.

## Abgeordneter im House of Commons
Nach dem Tod seiner Frau Elizabeth verließ Mansell Norfolk und kehrte in seine walisische Heimat zurück. Im März 1604 war er als Knight of the Shire für Carmarthenshire gewählt worden, wo er bereits Pächter von Laugharne Castle und von Kiffig Park war. Als Abgeordneter unterstützte er seinen Gönner, Lord High Admiral Nottingham, setzte sich jedoch auch für die Förderung der Seefahrt, für kleine Häfen und andere Marineinteressen ein. 

## Tätigkeit als Marineschatzmeister
Im Oktober 1603 plante er zusammen mit John Trevor, mit dem er bereits zusammen eine Kaperfahrt unternommen hatte, den Marineschatzmeister Fulke Greville aus dem Amt zu treiben, der mit seinen Versuchen, die Korruption in der Marine einzudämmen, den Unmut einiger Mitglieder des Navy Board erregt hatte. Entscheidend war die Unterstützung des Lord High Admirals Charles Howard, der seine Position durch die Untersuchungen von Greville ebenfalls gefährdet sah. Nachdem auch der leitende Minister Robert Cecil Greville seine Unterstützung entzogen hatte, musste Greville sein Amt aufgeben. Zu seinem Nachfolger wurde am 26. April Mansell. Während dieser Intrige brachte er den Entdecker und Seefahrer Walter Raleigh nach Winchester, wo dieser zum Tode verurteilt, doch zunächst nicht hingerichtet wurde. 1605 begleitete er Nottingham nach Spanien, wo dieser als Gesandter tätig war.
Als Marineschatzmeister bereicherte sich Mansell über Gebühr. Als Beispiel mietete er das Schiff Resistance, an dem er selbst beteiligt war, zu überhöhten Preisen für die Marine an. Er ließ es auf Kosten der Marine ausrüsten, damit es als Proviantschiff für die Flotte dienen konnte, doch tatsächlich setzte er es als privates Frachtschiff  ein. Er verkaufte Ämter, rechnete Kosten doppelt ab und überhöhten die Preise für Proviant und Ausrüstung um bis 25 % zu seinen Gunsten.
Mansells Korruption war mit ein Hauptgrund für die Einsetzung einer Untersuchungskommission, die vor allem vom Lordsiegelbewahrer Henry Howard, 1. Earl of Northampton, gefordert wurde. Henry Howard verdächtigte Mansell, in seinem Amt insgesamt 14.000 Pfund unterschlagen zu haben. Die Untersuchung brachte weitere Vorwürfe wie Bestechung und Erpressung gegen Mansell vor, doch wurde sie letztlich 1611 ergebnislos abgebrochen. Mansell hatte in diesem Jahr die Gunst des jugendlichen Thronfolgers Prinz Henry gewonnen, den er bestärkte, weiter nach der Nordwestpassage suchen zu lassen. Der Tod des Prinzen im November 1613 machte die Pläne jedoch zunichte. Als Mansell im Juni 1613 gegen eine erneute Untersuchungskommission zur Marine intrigierte, wurde er verhaftet und zwei Wochen später vor Gericht gestellt. Er konnte jedoch seine Unschuld beteuern, und nachdem er schriftlich bestätigt hatte, nicht erneut gegen das königliche Recht auf eine Untersuchungskommission vorzugehen, wurde er freigelassen.

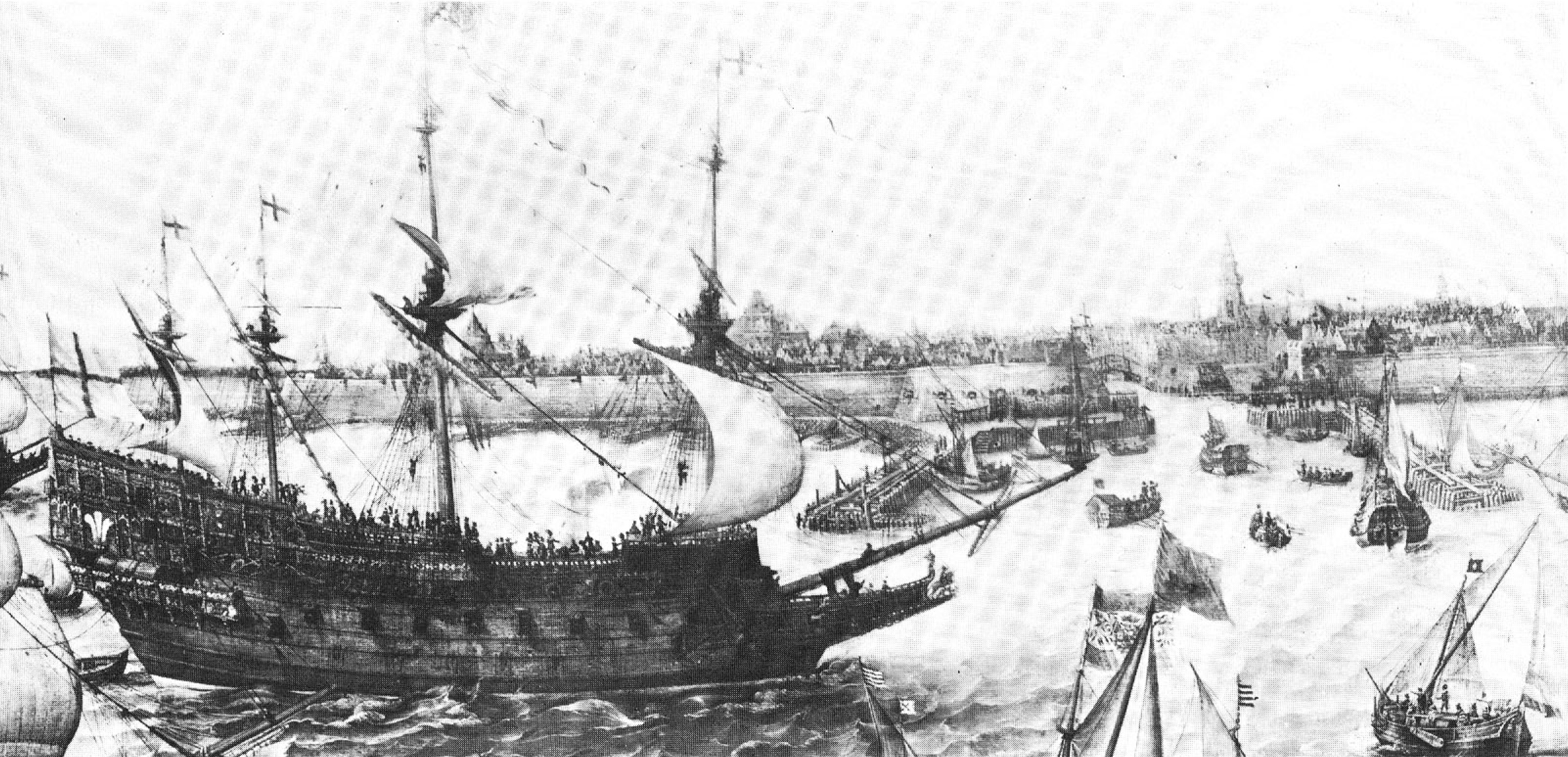
Die während Mansells Amtszeit gebaute Prince Royal, eines der größten Kriegsschiffe der Royal Navy

Er gewann kurz darauf die Gunst des königlichen Günstlings Robert Carr, 1. Earl of Somerset. Somerset war mit einer Tochter von Thomas Howard, 1. Earl of Suffolk, verheiratet, der 1591 Befehlshaber der Kaperfahrt nach Westindien war, an der Mansell teilgenommen hatte. Bei den Wahlen zum House of Commons 1614 wurde Mansell als Abgeordneter für Carmarthenshire wiedergewählt.

## Tätigkeit als Glasfabrikant
1615 investierte er in die englische Glasindustrie, wo seine Betriebe eine Monopolstellung in London besaßen. Unter hohen Kosten gründete er neue Glasmanufakturen in Wollaston, Kimmeridge and Milford Haven, die jedoch nur hohe Verluste brachten, ehe seine Glaswerke in Newcastle-upon-Tyne Gewinne brachten. Als sich abzeichnete, dass sein Gönner, der greise Lord High Admiral Nottingham   durch den jungen Earl of Buckingham abgelöst würde, während der Lord High Treasurer Thomas Howard, 1. Earl of Suffolk, der Korruption verdächtigt wurde, verkaufte Mansell im Mai 1618 sein Amt als Schatzmeister der Marine an den Kaufmann Sir William Russell. Zu dieser Zeit erzielte er aus seinen Glasmanufakturen Gewinne.

## Expedition gegen die Barbaresken im Mittelmeer
Sein Gönner Nottingham sicherte vor seiner Ablösung Mansell noch das Amt des Lieutenant of the Admiralty, dem nach dem Lord High Admiral höchsten Amt der Marine. Das Amt war eine Sinekure, die Mansell Einkünfte in Höhe von 322 Pfund im Jahr einbrachte und ihn vor allem gegen Beschuldigungen wegen seiner Amtsführung als Schatzmeister absicherte. Seine Gegner, vor allem John Coke, versuchten ihn finanziell für seine Amtsführung haftbar zu machen, doch es gelang ihm, die Vorwürfe abzuwehren. Im Juli 1620 wurde er Kommandant einer Flotte von 18 Schiffen, die gegen die Barbaresken-Korsaren von Algier im Mittelmeer vorgehen sollte. Zusammen mit seinem Stellvertreter Robert Hawkins und Konteradmiral Thomas Button brach er am 12. Oktober mit sechs Kriegsschiffen, zehn Handelsschiffen und zwei Begleitschiffen von Plymouth auf. Über Cádiz, Gibraltar, Málaga und Alicante erreichte die Flotte am 27. November Algier. Durch Verhandlungen konnten sie 40 gefangene Engländer befreien, bevor die Flotte sich in spanische Häfen zurückziehen musste, um ihre Vorräte zu ergänzen. Am 21. Mai 1621 erschien Mansell mit der Flotte erneut vor Algier und versuchte vergeblich mit Brandern den Hafen anzugreifen. Danach zog er sich wieder nach Alicante zurück und erreichte Ende Juli 1621 wieder England. Wegen dieses Fehlschlags wurde er von seinen Gegnern in England heftig kritisiert.

## Rivalität mit dem Duke of Buckingham
Im März 1617 hatte er in zweiter Ehe seine Geliebte Elizabeth Roper, die zum Hofstaat der Königin gehörte, geheiratet. Nach 1620 wurde sein Glasmonopol in England durch die Zulassung von schottischen Glasmachern gebrochen. Da Mansell wegen seines Seekommandos nicht selbst sein Privileg verteidigen konnte, musste seine Frau hohe Aufwendungen machen, um das Patent seiner Glasmanufakturen 1623 erneuern zu lassen. Bei den Parlamentswahlen von 1624 und 1625 wurde Mansell als Knight of the Shire für Glamorgan gewählt. Im House of Commons befürwortete er einen Seekrieg gegen Spanien. Während des Krieges gehörte er zunächst dem Kriegsrat an, doch überwarf er sich dabei mit Buckingham. Bei den Parlamentswahlen 1626 kandidierte Mansell für Lostwithiel, ein Wahlkreis, der unter dem Einfluss von William Herbert, 3. Earl of Pembroke, des Gegenspielers von Buckingham, stand. 1628 wurde Mansell wieder für Glamorgan gewählt, und in der Folge legte er den Streit mit Buckingham bei. Seine Hoffnung, dadurch wieder einen aktiven Posten in der Marine zu erhalten, wurden durch die Ermordung Buckinghams zunichtegemacht.

## Späteres Leben
In den folgenden Jahren diente Mansell zeitweise noch als Ratgeber in Marinefragen, andererseits engagierte er sich für seine Glasmanufakturen. Nach der englischen Niederlage in der Schlacht von Newburn 1640 wurde Newcastle von schottischen Truppen besetzt, wodurch seine Glasmanufakturen einen herben Rückschlag erlitten. 1642 verlor er endgültig sein Glasmonopol. 1640 gelang es ihm nicht mehr, als Kandidat für die Parlamentswahlen aufgestellt zu werden. Er verbrachte seinen Lebensabend in Greenwich, wo er seit mindestens 1626 lebte, und starb im August 1652. Da seine Witwe in seinem Namen noch Geschäfte tätigte, wird als sein Todesjahr manchmal fälschlicherweise 1656 angegeben. Seine beiden Ehen waren kinderlos geblieben. Er wurde in St Alfege Church in Greenwich begraben. 

## Nachwirkung
Zeitgenossen beurteilten ihn trotz aller Kritik als tapfer und ehrlich. Die unbewohnte Mansel Island am Eingang der Hudson Bay wurde nach ihm benannt.
Moderne Historiker sehen sein Leben kritisch. Laut Julian Corbett war seine Amtszeit als Marineschatzmeister ohne Beispiel für Veruntreuungen, während nach Alan Patrick McGowan seine Amtszeit fast zu einer Katastrophe für die Royal Navy geführt hätte. 